# واشینگتن، شهرستان برلینگتون، نیوجرسی
واشینگتن، بورلینگتون کانتی (به انگلیسی: Washington) شهری در ایالت نیوجرسی کشور ایالات متحده آمریکا است که جمعیت آن در سرشماری سال ۲۰۱۰ میلادی، ۶۸۷ نفر بوده‌است.